# Sternwarte Limburg

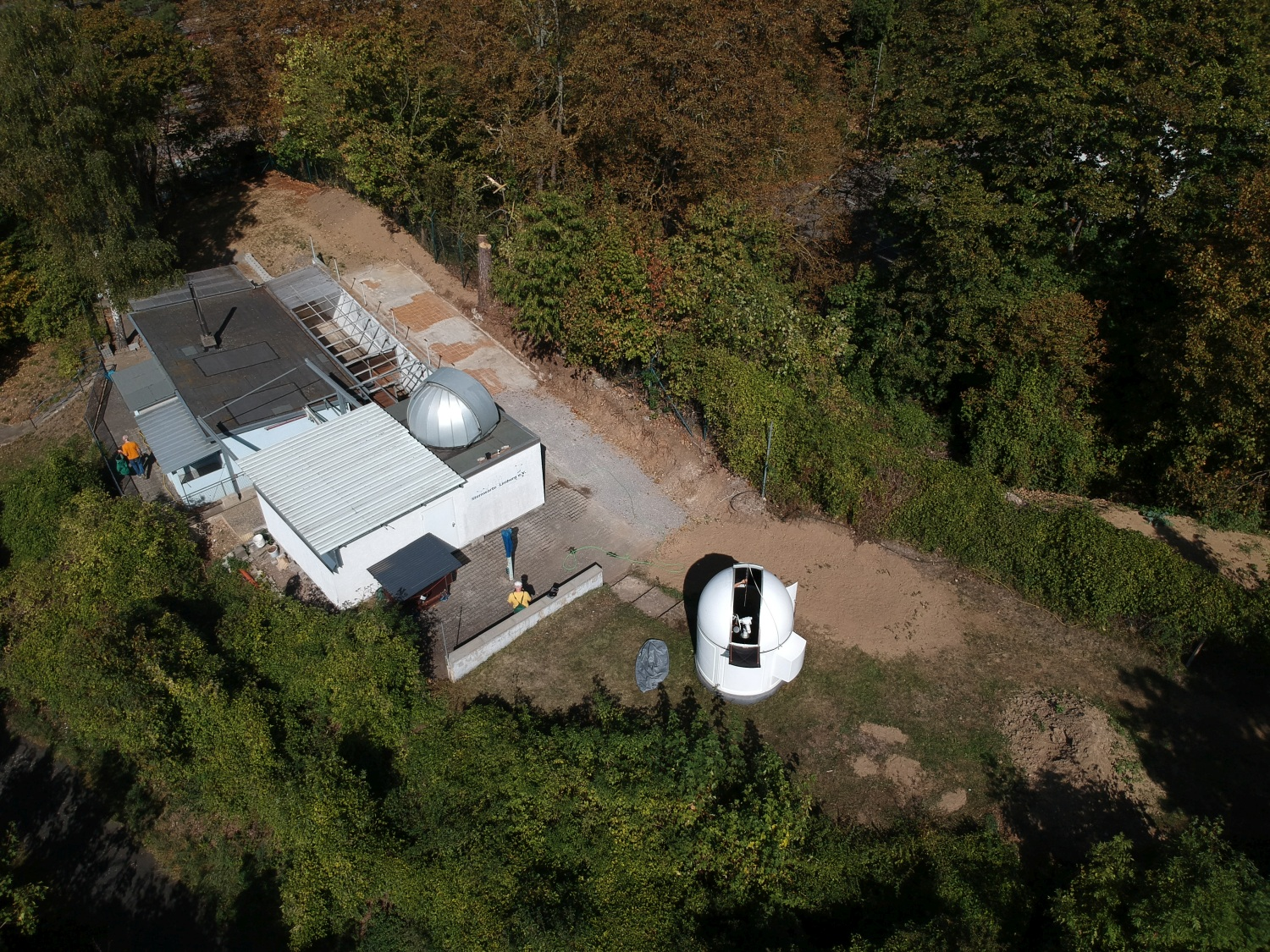
Sternwarte Limburg, 2020

Die Sternwarte Limburg e. V. ist ein Treffpunkt für astronomisch Interessierte im Landkreis Limburg-Weilburg. Das Gelände der Sternwarte Limburg e. V. befindet sich in Limburg an der Straße Stephanshügel zur Abzweigung Industriestraße.

## Geschichte
Der gemeinnützige Verein Sternwarte Limburg e. V. wurde im Jahr 2004 gegründet. Im Gründungsjahr übernahm der Verein das leer stehende ehemalige Limburger Tierheim von der Stadt Limburg und baute es in eine Sternwarte um. Heute findet man auf dem Gelände einen Vortragsraum für 30 Besucher, ein Observatorium mit einem Rolldach und einer Kuppel sowie eine Beobachtungsplattform.

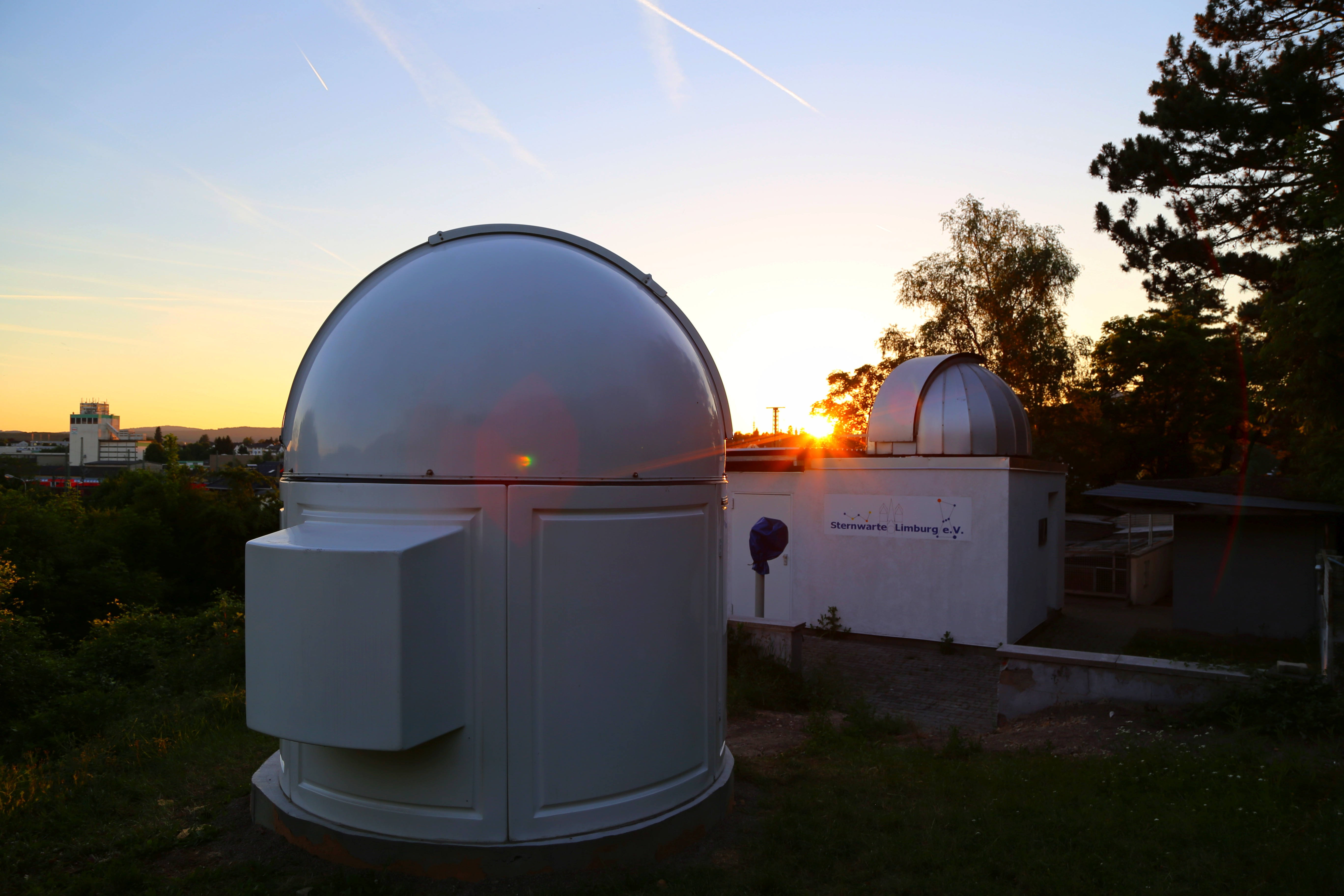
Sonnenstation

Im Frühjahr 2017 wurde eigens für die Sonnenbeobachtung ein weiteres Observatorium errichtet.
Zu den über 50 Mitgliedern der Sternwarte Limburg gehört auch die Johann-Christian-Senckenberg-Schule Runkel und Villmar. Die Schule hat eine Astronomie AG, die sich mit den Daten des Durchmusterungsteleskops Pan-STARRS-1 auf die aktive Suche nach unbekannten Asteroiden macht.
Die Beobachtung von Kleinplaneten wird ab 2020 weiter intensiviert. Der Stationscode des IAU Minor Planet Center lautet L56.

## Instrumente

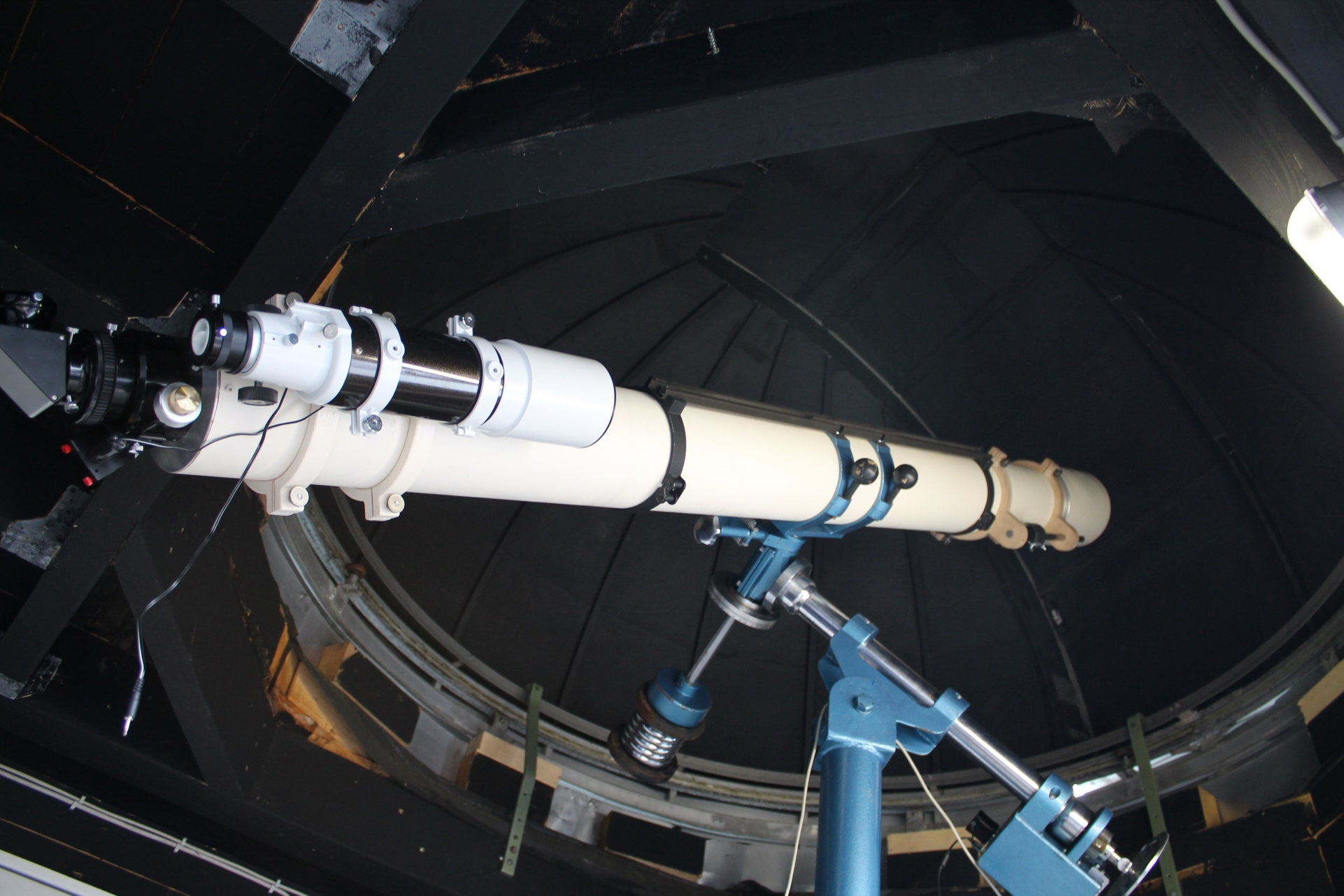
Lichtenknecker Teleskop der Sternwarte

Das Hauptinstrument der Sternwarte ist ein 508mm f/4.15 Newton Teleskop
Weitere Instrumente sind
- 300mm f/10 Schmidt-Cassegrain
- 200mm /10 Schmidt-Cassegrain
- 150mm f/10 Schmidt-Cassegrain
- 200mm f/4 fotografischer Newton
- 300mm f/4.7 Dobson
- 200mm f/6 Dobson
- 125mm f/20 achromatischer Refraktor der Fa. Lichtenknecker
- 100mm f/15 achromatischer Refraktor
- 72mm f/6 apochromatischer Refraktor speziell für die Sonnenbeobachtung im H-alpha-Spektrum
- 72mm f/12 achromatischer Refraktor für die Sonnenprojektion

## Veranstaltungen
Regelmäßig werden Vorträge und Teleskopführungen angeboten.
Darüber hinaus bietet die Sternwarte Limburg Sonderveranstaltungen bevorzugt für Kinder- und Jugendgruppen auf Anfrage.